# アレクサンドル・ウラソフ (自転車選手)
アレクサンドル・アナトリエヴィチ・ウラソフ (ロシア語: Александр Анатольевич Власов, ラテン文字転写: Aleksandr Anatolyevich Vlasov, 1996年4月23日 - )は、ロシア、ヴィボルグ出身の自転車競技選手。
2022年ロシアのウクライナ侵攻については、「私はただ平和を望んでいる。可能な限り早く戦争をやめてほしい」と表明した。

## 主な戦績
2014
- GP Général Patton　 総合優勝（第2ステージ優勝）

2018
- Toscana-Terra di Ciclismo　 山岳賞（第2ステージ優勝）
- ジロ・チクリスティコ・ディタリア（英語版）　 総合優勝

2019
- ツアー・オブ・スロベニア　 山岳賞
- ロシア選手権　 個人ロードレース 優勝
- ツアー・オブ・オーストリア　第6ステージ優勝

2020
- ツール・ド・ラ・プロヴァンス　 ヤングライダー賞（第2ステージ優勝）
- モン・ヴァントゥー・デニヴェレ・チャレンジ（英語版） 優勝
- ジロ・デッレミリア 優勝[2]
- ティレーノ〜アドリアティコ　 ヤングライダー賞

2021
- パリ〜ニース　 ヤングライダー賞
- ロシア選手権　 個人タイムトライアル 優勝

2022
- ボルタ・ア・ラ・コムニタ・バレンシアナ  総合優勝（第3ステージ優勝）
- ツール・ド・ロマンディ  総合優勝（第5ステージ優勝）
- ツール・ド・スイス 区間優勝（第5ステージ）

2024
- パリ〜ニース 区間優勝（第7ステージ）

2025
- ツール・ド・スイス  山岳賞